# San Valentino Torio
San Valentino Torio ist eine italienische Gemeinde mit 10.926 Einwohnern (Stand 31. Dezember 2023) in der Provinz Salerno in der Region Kampanien.

## Geografie
Die Nachbargemeinden sind Nocera Inferiore, Pagani, San Marzano sul Sarno, Sarno, Scafati und Striano (NA).